# Mykola Iwanyschew

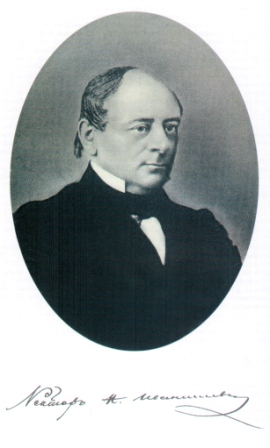
Mykola Iwanyschew 1851

Mykola Dmytrowytsch Iwanyschew (ukrainisch Микола Дмитрович Іванишев, russisch Николай Дмитриевич Иванишев /Nikolai Dmitrijewitsch Iwanischew; * 5. Novemberjul. / 17. November 1811greg. in Kiew, Russisches Kaiserreich; † 14. Oktoberjul. / 26. Oktober 1874greg. ebenda) war ein ukrainischer Jurist, Rechtshistoriker und Universitätsrektor.

## Leben
Mykola Iwanyschew kam als Sohn einer Kiewer Adelsfamilie zur Welt. Er studierte am Kiewer Theologischen Seminar und an der Philosophischen und Juristischen Fakultät des Pädagogischen Instituts in Sankt Petersburg. Nachdem er im Herbst 1835 sein Studium abgeschlossen hatte, wurde er zur Vorbereitung auf eine Professur für zweieinhalb Jahre an die Fakultät für Rechtswissenschaft der Universität zu Berlin gesendet. Nach seiner Rückkehr begann er eine 30-jährige Karriere an der St.-Wladimir-Universität in Kiew. 1840 wurde Iwanyschew Doktor der russischen Jurisprudenz, am 10. Oktober 1840 ernannte man ihn zum außerordentlichen Professor und 1842 wurde er ordentlicher Professor. Zwischen 1849 und 1861 war er Dekan der Fakultät für Rechtswissenschaften der St.-Wladimir-Universität und zwischen März 1862 und Februar 1865 in Nachfolge von Nikolai Bunge deren Rektor. Von 1869 an war er Ehrenmitglied der Kiewer Universität. Er starb 62-jährig in Kiew und wurde auf dem Friedhof des Floriw-Nonnenklosters im Kiewer Stadtteil Podil beerdigt.